# La Poitevinière
La Poitevinière är en kommun i departementet Maine-et-Loire i regionen Pays de la Loire i nordvästra Frankrike. Kommunen ligger i kantonen Beaupréau som tillhör arrondissementet Cholet. År 2018 hade La Poitevinière 1 100 invånare.

## Befolkningsutveckling
Antalet invånare i kommunen La Poitevinière
| Referens: INSEE |